# PPG 준전차
PPG 준전차(러시아어: Подвижное пулемётное гнездо; ППг 포드비즈노예 풀레묘트노예 그네즈도[*]는 소련이 핀란드와 전쟁을 치르던 중에 개발한 준전차이다. 실전에 투입된 적은 없다.
겨울 전쟁 중 소련군 보병은 핀란드군의 벙커를 공격하다가 많은 피해를 입었다. 이 때문에 소련군 보병들은 전차가 끄는 장갑 썰매로 핀란드군 벙커들을 공격하곤 했다. PPG 소형 전차는 이 역할을 대신할 보병 수송용도로 개발되었다. 약 100여대 가량이 1940년 레닌그라드의 키로프 공장에서 생산되어 전선에 보내졌으나, 정작 핀란드에 도착했을 때 전투 투입 시기는 놓쳤다.
PPG는 전면 및 측면을 보호할 5 ~ 8 mm 의 얇은 장갑을 가졌으며, 2명의 보병이 수그린 자세로 탔다. 무장은 7.62mm 데그챠레프 경기관총이었다. 엔진은 25마력 모터싸이클용 엔진을 장착했고 최고 속도는 25km/h였다. 중량은 2.5톤이었다.